# CONVIVIR
As CONVIVIR, definidas na Colômbia como Cooperativas de Vigilância e Segurança Privada para a autodefesa agrária, foram uma resposta oficial para proporcionar um novo quadro jurídico para a defesa que os fazendeiros faziam de suas próprias terras diante da ameaça de grupos guerrilheiros. Foram regulamentadas por Ernesto Samper.

## Criação
Devido às crescentes ações guerrilheiras na década de 1990, surgiram as CONVIVIR a nível nacional entre 1994 e 1997 a partir de várias disposições legais durante a presidência de Ernesto Samper. Durante o governo do presidente César Gaviria Trujillo foi emitido o Decreto de Lei 356 de 1994, o qual estabeleceu as condições para regular os novos "serviços especiais de segurança privada" que operariam em zonas de combate onde a ordem pública fosse precária. Em 27 de abril de 1995, uma resolução da Superintendência de Vigilância e Segurança Privada deu a estes novos serviços o nome de CONVIVIR.
Em uma declaração pública em dezembro de 1994, o ministro da Defesa Fernando Botero Zea informou que os novos serviços especiais de segurança privada estavam sob a supervisão da Superintendência e não poderiam se juntar a eles pessoas com antecedentes criminais.

## Atividades
Os membros das CONVIVIR  tinham legalmente o direito de portar armas e equipamentos de comunicação de uso exclusivo das forças armadas para proteger suas comunidades e colaborar com as forças de segurança pública de contrainsurgência.
As CONVIVIR se organizaram a nível nacional, sendo difícil estabelecer o seu número exato e de seus membros, uma vez que dependiam da forma como esses grupos de segurança privada seriam considerados como tal ou não. Existem estimativas que incluem até 414 grupos, e de acordo com o presidente da Federación Nacional de Asociaciones de CONVIVIR Carlos Alberto Díaz, até dezembro de 1997 havia mais de 120 mil membros das CONVIVIR na Colômbia.

## Controvérsias
Durante sua existência, várias CONVIVIR foram criticadas por irregularidades em sua estrutura e supervisão, bem como a existência de graves abusos, incluindo violações dos direitos humanos contra civis e suspeitos de colaboradores da guerrilha.
Alega-se que a sua criação contribuiu para complicar a distinção entre civis e combatentes, junto com o fato de que vários membros de grupos paramilitares formaram ou ingressaram nas CONVIVIR e/ou ilegalmente assumiram a denominação de "CONVIVIR" sem ter autorização oficial para fazê-lo, levando a uma maior confusão e a posteriores abusos.
Relatórios argumentaram que alguns grupos CONVIVIR alcançaram resultados no fornecimento de segurança para as comunidades e na coordenação de inteligência para as forças militares, mas aparentemente numerosos membros cometeram abusos contra civis, sem uma fiscalização séria sobre suas operações e organização. Em 1998, a Human Rights Watch afirmou que "recebemos informação credível que indicou que os grupos CONVIVIR de Magdalena Medio e das regiões sul de Cesar foram dirigidas por paramilitares conhecidos e ameaçavam assassinar colombianos que eram considerados como simpatizantes da guerrilha, ou que rejeitaram a adesão à grupos cooperativos". 
Para a Comissão Interamericana de Direitos Humanos, a "estreita relação de trabalho entre as forças militares e as CONVIVIR é o que está permitindo sob as circunstâncias analisadas dar aos membros das CONVIVIR um status de agentes estatais" tanto para suas ações legais como ilegais.
Em 1996 e 1997, o então governador de Antioquia, Álvaro Uribe Vélez e o vice-governador Pedro Juan Moreno defenderam a organização e o funcionamento das CONVIVIR locais em seu departamento, com base nas regras estabelecidas pela administração central do Estado. A prefeita de Apartadó, Gloria Cuartas, criticou a organização das CONVIVIR em seu município e considerou que, além de desnecessária, era prejudicial para a governabilidade. 
Depois de muito debate político, uma decisão do Tribunal Constitucional da Colômbia em novembro de 1997 afirmou que os membros da CONVIVIR não poderiam reunir informações de inteligência e não poderiam utilizar armas de uso militar. Outras restrições incluem o aumento da supervisão legal, e no início de 1998 dezenas de antigos grupos CONVIVIR tiveram suas licenças revogadas, porque não entregaram suas armas e retiveram informações adicionais sobre o seu pessoal. Devido a essas medidas, algumas gradualmente entregaram suas armas e se extinguiram. Até o final de 1997, 237 das armas restritas foram devolvidas às autoridades. Outros membros não cumpriram e depois se uniram a grupos paramilitares existentes. 
De acordo com a indiciamento de 2007 contra a empresa de frutas estadunidense Chiquita Brands International, vários pagamentos às Autodefesas Unidas da Colômbia foram passados através de um grupo "intermediário" Convivir que operava na região de Urabá. 